# Parti socialiste italien d'unité prolétarienne
Le Parti socialiste italien d'unité prolétarienne (Partito Socialista Italiano di Unità Proletaria, PSIUP) est un ancien parti politique italien, de type socialiste, qui a existé de 1964 à 1972.

## Historique
La dénomination du Parti socialiste italien d'unité prolétarienne est antérieurement porté par le Parti socialiste italien (PSI) après la fusion en 1943 avec le Movimento di Unità Proletaria de Lelio Basso et l'Unione Popolare Italiana et jusqu'en 1947.
Le Parti socialiste italien d'unité prolétarienne est créé en janvier 1964 par une scission de gauche du Parti socialiste italien. Ces militants, emmenés par Lelio Basso, Vittorio Foa et Lucio Libertini, refusent alors l'alliance des socialistes avec la Démocratie chrétienne et préconisent une « union de classe » avec le Parti communiste italien. Le nom PSIUP est choisi car il avait été celui du PSI de 1943 à 1947.
Lors des élections de mai 1968, le PSIUP atteint 4,5% des voix et obtient 24 députés, grâce à son accord électoral avec le PCI. Mais après l'écrasement du printemps de Prague, le PSIUP se divise quant à son alliance avec les communistes. Lors des élections suivantes, en mai 1972, le parti tombe sous la barre des 2% et perd tous ses élus à la chambre des députés.
Lors de son second congrès, tenu deux mois après son échec électoral, le PSIUP décide de s'autodissoudre : une partie des dirigeants, dont Libertini, décident de fusionner avec le PCI et emmènent avec eux la plupart des militants. Une minorité décide de retourner au PSI. D'autres encore créent le Nuovo PSIUP (« Nouveau PSIUP »), qui fusionne avec un autre groupe pour devenir le Parti d'unité prolétarienne, devenu ensuite le Parti d'unité prolétarienne pour le communisme qui connaît plus tard une scission vers Démocratie prolétarienne.
Du fait de sa rapide disparition après les élections de 1972, le PSIUP reste ensuite associé à un « bon mot » qui détourne son sigle en Partito Scomparso In Un Pomeriggio, soit littéralement le « Parti disparu en un après-midi ».

### Quelques personnalités du PSIUP
- Lelio Basso
- Vittorio Foa
- Peppino Impastato
- Giacomo Princigalli (it)
- Tullio Vecchietti (en)